# Окаемово (Рязанская область)
Окаёмово — село в Рыбновском районе Рязанской области. Входит в Пощуповское сельское поселение.

## География
Находится в западной части Рязанской области на расстоянии приблизительно 18 км на северо-восток по прямой от железнодорожного вокзала в городе Рыбное на правобережье Оки.

## История
Известно с 1527 года. В 1676 году учтено 44 двора. На карте 1850 года показана как поселение с 39 дворами. В 1859 году здесь (тогда село Рязанского уезда Рязанской губернии) было учтено 203 двора, церковь и монастырь, в 1897 — 82. В советское время работали колхоз им. Водопьянова и совхоз «Костино».

## Население
Численность населения: 1743 человека (1859 год), 3580 (1897), 25 в 2002 году (русские 100 %), 16 в 2010.